# Homstean
Homstean (eller Slettebrotane) är en tätort i Vennesla kommun i Agder fylke i södra Norge. Orten ligger vid riksväg 9.